# Colin Greenwood
Pour les articles homonymes, voir Greenwood.
Colin Charles Greenwood (né le 26 juin 1969 à Oxford en Angleterre) est un musicien britannique et membre du groupe Radiohead. Il y joue de la guitare basse ainsi que des claviers et synthétiseurs. Il est le frère ainé d'un autre membre du groupe, Jonny Greenwood.
Avant que Radiohead n'existe, il jouait de la basse dans un groupe punk nommé T.N.T, dont faisait également partie Thom Yorke. À la séparation de celui-ci, Colin fonda avec son ami Thom Yorke le groupe On A Friday qui, plus tard, devint Radiohead. À la différence d'autres membres du groupe, il n'a entamé aucun projet solo. Il accompagne en revanche d'autres artistes, notamment le chanteur belge Tamino, ou Nick Cave (2025).

## Équipement
Colin Greenwood joue principalement sur des basses Fender Precision et Jazz Bass, mais aussi Mustang Bass, Jaguar Bass, Music Man Sterling et Epiphone Les Paul Special Bass.
En amplification, il utilise des Ampeg SVT et Ashdown ABM.